# Milk The Bishop
Milk The Bishop was een Belgische poprockband, die actief was halverwege de jaren 90. De groep concentreerde zich rond zanger en bassist Armand Bourgoignie en producent Wouter Van Belle.

## Geschiedenis
Na de single "Asshole" in 1993, verscheen in 1994 het album The People's Popsicle, met gastmuzikanten Wigbert Van Lierde, Geert Goedertier, Lars Van Bambost en Mark Bonne. Als singles verschenen hieruit dat jaar "Spinning around", "Malibu" en "Golly Golly Gee Whiz". Het album werd goed onthaald in de pers, de singles kregen radio-airplay en de band trad op in de muziekprogramma's van de VRT en de Super 50 op VTM. Het album verscheen ook in Frankrijk, Duitsland, Nederland en Zwitserland en er waren buitenlandse optredens, zoals in de Parijse concertzaal La Cigale. Live speelden in de groep naast Bourgoignie ook zanger en gitarist Joost Zweegers, zanger en gitarist Marc Van de Veire, drummer Wim Avonts en toetsenist Luc Heyvaerts.
Een grotere doorbraak kwam er echter niet. Bourgoignie en Zweegers begonnen samen met het schrijven van nummers voor een tweede album, maar de financiële steun van de platenfirma verdween, en de band hield het zo na twee jaar voor bekeken. Bourgoignie speelde verder in andere bands, zoals Mad Dog Loose, en ook de andere artiesten zetten elders hun muzikale carrière verder.
In de jaren 90 werden enkele singles opgenomen in verscheidene jaarlijkse compilatiealbums van Studio Brussel en de singles "Asshole" en "Spinning Around" werden in 2006 opgenomen in de verzamelbox Bel 90 - Het Beste Uit De Belpop Van 1990-1999 van Humo.
In 2013 verschijnt plots een nieuwe single , "Postmodern Haircuts", een nummer dat Armand Bourgoignie met leden van BED RUGS opneemt in Studio Jezus in de productie van Pascal Deweze.

## Discografie

### Albums
- 1994: The People's Popsicle, Double T

### Singles
- 1993: "Asshole"
- 1993: "If we take our chances"
- 1994: "Spinning around"
- 1994: "Malibu"
- 1994 "Golly Golly Gee Whiz"